# O Vampiro que Descobriu o Brasil
O Vampiro que Descobriu o Brasil é um romance de Ivan Jaf lançado em 1999.

## Personagens
- Antônio Brás
- Domingos
- O velho vampiro

## Enredo
A história fala sobre António Brás, um comerciante e proprietário de um bar que funcionava no porto da praça principal de Restelo igualmente como um bordel, próxima de Lisboa.
António Brás estava refletindo sobre a vida quando um homem que não queria sair de seu bar ficou enfurecido quando soube que o bar iria fechar: suas íris ficaram vermelhas e sua boca desenvolveu grandes caninos e salivou como um cão e atacou António.
Após isso, António começou a se sentir muito melhor, cheio de energia e sempre disposto para fazer as coisas, porém estranhava o fato de não conseguir beber nem comer nada. Após três dias, o sol começara a machucar sua pele, seu corpo doía e ele começou a ficar mais fraco.
Certo dia, António devora uma ratazana e volta a ficar disposto, após perceber o que tinha feito, se depara com Domingos, que lhe dá a notícia de que António teria sido atacado pelo mais poderoso dos vampiros, o único que conseguia apossar-se de um corpo humano. António havia virado um vampiro e a única maneira de reverter sua situação era matar o vampiro que atacou António com uma estaca de madeira no coração e aspirar suas cinzas. Seria muito difícil de encontrar o velho vampiro, que estava no corpo de alguém que era importante em diversos momentos históricos.
Ao descobrir que o velho vampiro estava no corpo de um homem que estava na embarcação europeia que ia para as Índias, António dá início à sua busca ao vampiro e embarca na armada de Cabral.
Em 1500 eles chegam em um local com pessoas de pele marrom, cobertos por penas coloridas, pintados e conversando com aves. A armada de Cabral decidiu ficar e António estava preso nesta terra, tanto como o velho vampiro. António começou a viver em uma caverna e aos poucos foi aprendendo a ser vampiro. Durante 500 anos ele aprendeu a viver entre a sociedade, aprendendo como a reconhecer o velho vampiro dentro de outros corpos. A única vontade de António era voltar a ser mortal e por isso perseguia o velho vampiro.
Assim que chegaram em terra firme, António encontra o velho vampiro, que estava no corpo de um tripulante de Cabral. Ele tentou matá-lo, porém sem sucesso.
Foram passando os anos e vários factos históricos muito importantes para a História em geral (principalmente para a história brasileira) foram presenciados por António, que acompanha toda a história do Brasil, mesmo sem se importar com o que estava ocorrendo em seus arredores. Durante a invasão holandesa no Brasil, Brás tem um novo encontro com o velho vampiro, no corpo de um homem que traiu sua pátria, ficando do lado dos holandeses. Ele tenta novamente em vão matar o velho vampiro, porém não perde suas esperanças.
António passa por diversos estados/municípios brasileiros, passa por todo o nordeste brasileiro, Vila Rica, Rio de Janeiro, São Paulo e Brasília enquanto continua sua caçada ao velho vampiro. Em alguns momentos, quase consegue capturá-lo. Brás presencia diversos acontecimentos históricos do país, desde a exploração do pau-brasil, a escravidão, exploração de ouro, abolição da escravatura, a Ditadura Civil-Militar de 1964, etc.
Após 500 anos, António Brás que estava cada vez mais acostumado em ser um vampiro, em 1999 planeja um plano para raptar o velho vampiro (que havia lhe tornado imortal) no qual estava no corpo do vice-presidente do país, na época. Ele marca um encontro com o vice-presidente que havia sido reeleito há poucas semanas. O plano teve sucesso, depois de conseguir matar o velho vampiro, Antônio descobre que o mesmo era seu amigo Domingos que afirma que se divertiu muito brincando com Antônio por estar entediado com a imortalidade. O ritual é finalizado e António Brás consegue voltar a ser um mortal.
Na verdade, esse artigo é falso, pois foi o Leno Brega que descobriu o Brasil, junto de Pedróvski Cabrito,